# Jacek Ejsmond
Jacek Ejsmond (ur. 10 września 1937 w Warszawie, zm. 8 grudnia 2013 w Warszawie) – polski dziennikarz, socjolog, nauczyciel akademicki, pisarz.

## Życiorys

### Rodzina i młodość
Jacek Ejsmond był synem Zofii Ejsmond z d. Znanieckiej (1915-2011), wnukiem Tadeusza Znanieckiego i Marii z d. Łubieńskiej. Urodził się w Warszawie, dzieciństwo spędził w rodzinnym majątku Psary w gminie Bielawy w powiecie łowickim, we dworze wzniesionym w 1892 roku dla hr. Mieczysława Jana Łubieńskiego i Zofii Marii z Grabińskich, jego pradziadów. W lutym 1945 wyjechał wraz z rodzicami do Katowic, stąd, po kilkumiesięcznym pobycie, do Nysy, a w 1948 do Skarżyska. W sierpniu 1950 wrócił do Warszawy, gdzie w 1951 rozpoczął naukę w Technikum Lotniczym nr 9 na Okęciu. Świadectwo dojrzałości zdał jako ekstern 13 grudnia 1955. Studiował socjologię na Wydziale Filozofii UW w latach 1960-1965. Obronił z oceną bardzo dobrą pracę magisterską pt.: "Szpital w świadomości pacjentów" pod opieką prof. Zygmunta Baumana. W 1966 rozpoczął studia doktoranckie w Instytucie Filozofii i Socjologii PAN.
Jacek Ejsmond był czterokrotnie żonaty. Jest ojcem Karoliny Ejsmond. 
Jego ostatnią partnerką życiową była Magdalena Fabczak.

### Działalność zawodowa
Pracę zawodową rozpoczął w 1956 jako wolontariusz w redakcji Życia Warszawy, w Wydawnictwie Handlu Zagranicznego i w Polskiej Izbie Handlu Zagranicznego (w redakcji "Rynków Zagranicznych").
Był pracownikiem instytutów naukowo-badawczych (Zakład Techniki Statystycznej GUS, Instytut Pracy, Instytut Filozofii i Socjologii PAN, Instytut Kultury, Centralny Ośrodek Metodyki Upowszechniania Kultury, Ośrodek Badania Opinii Publicznej Polskiego Radia i Telewizji, Instytutu Psychoneurologicznego).
Był wieloletnim pracownikiem Polskiego Radia. W latach 1979–1982 był Sekretarzem Redakcji Programów Społecznych Naczelnej Redakcji Programu III Polskiego Radia. Wyrzucony z pracy w stanie wojennym. W latach 1981–1989 współtworzył i uczestniczył w pracach podziemnego zespołu zajmującego się produkcją i dystrybucją na nośnikach magnetycznych dźwiękowych materiałów dokumentalnych (m.in. z pielgrzymek do kraju Jana Pawła II). Współtworzył Radio Solidarność i Redakcję Katolicką Polskiego Radia (1989). Uczestniczył w medialnej kampanii wyborczej 1989 (zespół radiowo-telewizyjny Komitetu Wyborczego NSZZ „Solidarność”). Po kilku latach przerwy - w 1989 r. - wrócił do "Trójki", gdzie został szefem Redakcji Publicystyki Programu III, z-cą dyrektora – redaktora naczelnego Programu I PR i dyrektorem–redaktorem naczelnym Programu III PR w latach 1992-1993. Autor ponad 600 radiowych audycji publicystycznych, dokumentalnych i reportaży o tematyce politycznej, społeczno-obyczajowej, historycznej i kulturalnej (m.in. wywiadów z prezydentem RP). Członek SDP i Syndykatu Dziennikarzy Polskich.
Organizator kierunku dziennikarstwo radiowe w Wyższej Szkole Dziennikarskiej im. Melchiora Wańkowicza w Warszawie; wykładowca i kierownik Pracowni Radiowej szkoły (2003-2009). Współpracownik redakcji Wirtualnej Polski i Radia Wolna Europa.
Jacek Ejsmond prowadził bardzo skrupulatnie od 1989 roku aż do śmierci "Dziennik", w którym szczegółowo opisywał swoje życie osobiste i zawodowe oraz życie polityczne, społeczne i kulturalne Polski. Był współautorem, z Andrzejem Sową, książki o Marianie Garlickim.

## Publikacje
- Jacek Ejsmond, Andrzej Sowa, "Medicus magnus. Rzecz o Marianie Garlickim", Warszawa, Bellona, 2008, ISBN 978-83-11-11419-7.